# Sint-Jansberg (natuurgebied)

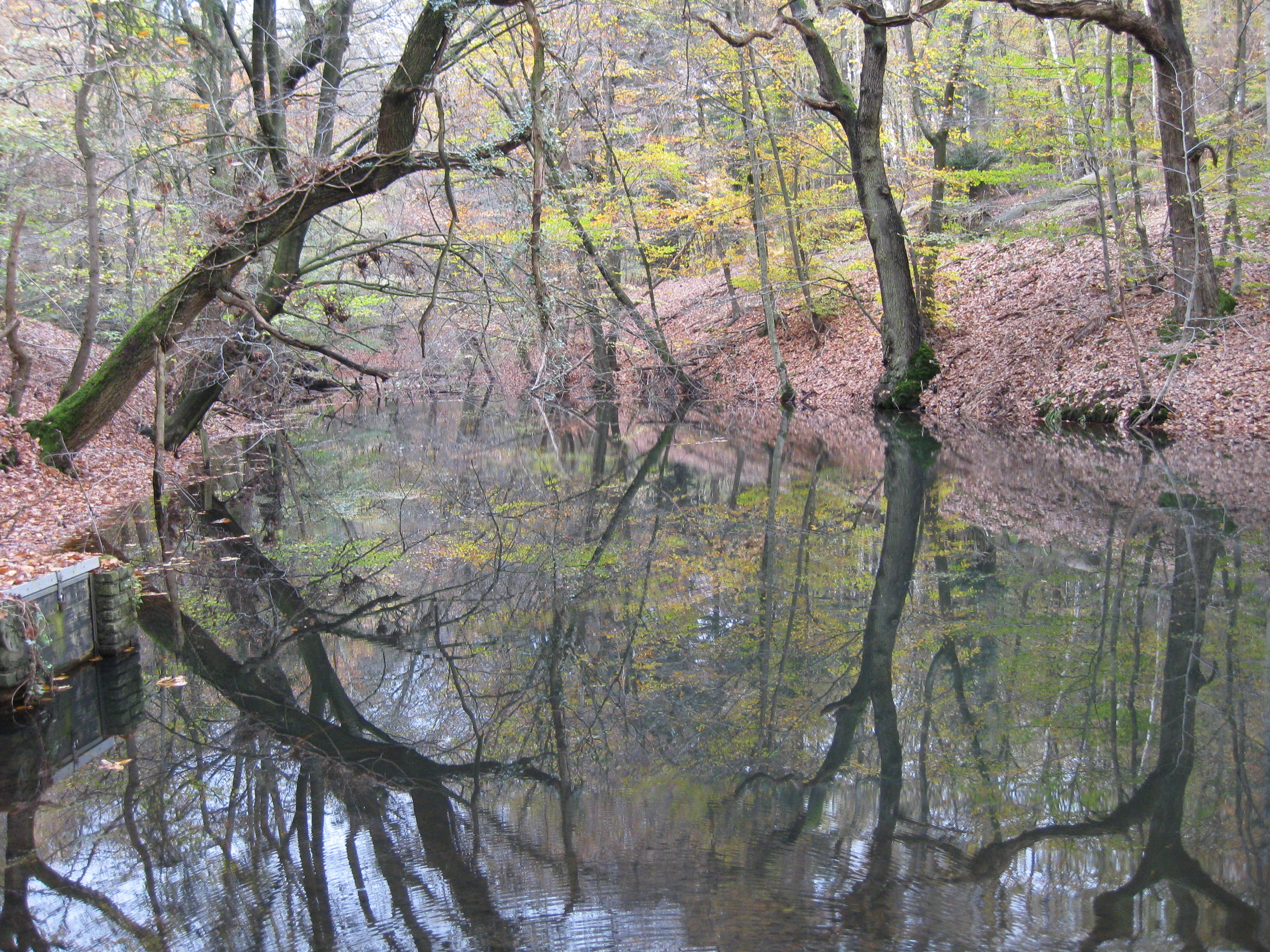
Bronbeek bij de Sint Jansberg

De Sint-Jansberg is een natuurgebied (Natura 2000-gebied) en voormalig landgoed gelegen bij Plasmolen en Milsbeek in de gemeenten Mook en Middelaar en Gennep in Noord-Limburg. Een van de heuvels in het gebied is de Sint-Jansberg die ook Kloosterberg wordt genoemd. Het is ook een van de hoogste heuvels in het wijdere Rijk van Nijmegen.
De Sint-Jansberg verbindt de Mookerheide met het Duitse Reichswald en grenst in het oosten aan de Gelderse gemeente Berg en Dal en wordt in het westen begrensd door de Rijksweg N271. Het gebied is een stuwwal (Nederrijnse Heuvelrug) ontstaan in de voorlaatste ijstijd. De Jansberg is de enige plek in Nederland waar de ligging van een gletsjertong uit de rissijstijd (Salien) is vastgesteld. Het gebied is een eindmorene en maakt deel uit van het gebied wat vroeger het Ketelwald was. Sinds 1970 is het voormalig landgoed onder beheer van Natuurmonumenten.
Het gebied kenmerkt zich door beboste hellingen en vele beekjes. Ook zijn er enkele moerasgebieden (De Geuldert, De Diepen en het Koningsven) aan de voet van de Jansberg. De twee hoogste hellingen zijn de Kiekberg (77 meter) en de Sint-Maartensberg (66 meter). Enkele vlakke stukken zijn in gebruik voor de landbouw. Bij Plasmolen ligt een kleine stuwdam en staat de bovenste Plasmolen, een oude watermolen. De Jansberg is ongeveer 250 hectare groot.
Op de Jansberg zijn restanten van een Romeinse villa gevonden. Ook loopt het Pieterpad langs het gebied. Delen van het gebied zijn niet toegankelijk omdat zich daar dassenburchten bevinden.

## Fotogalerij

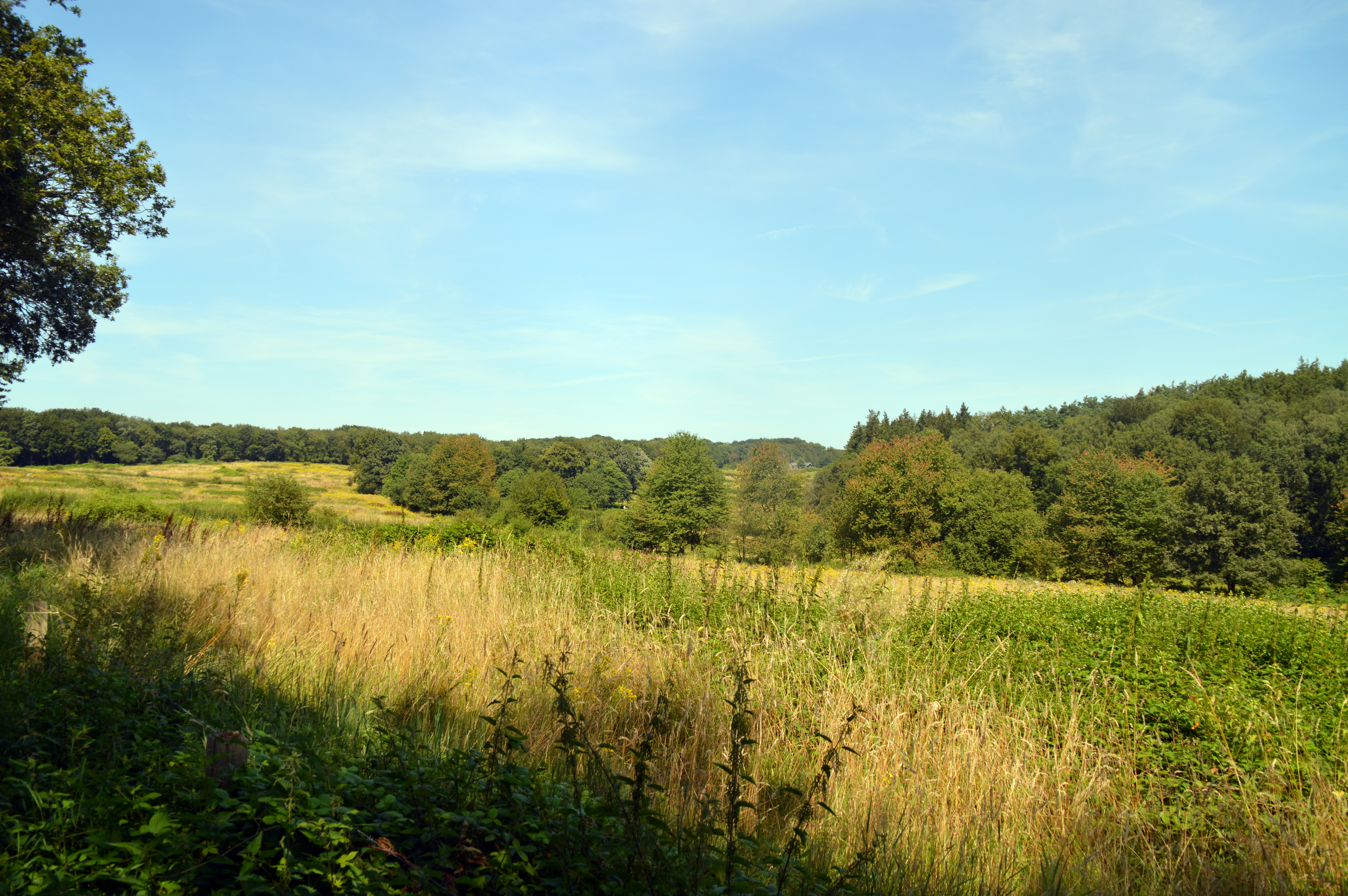
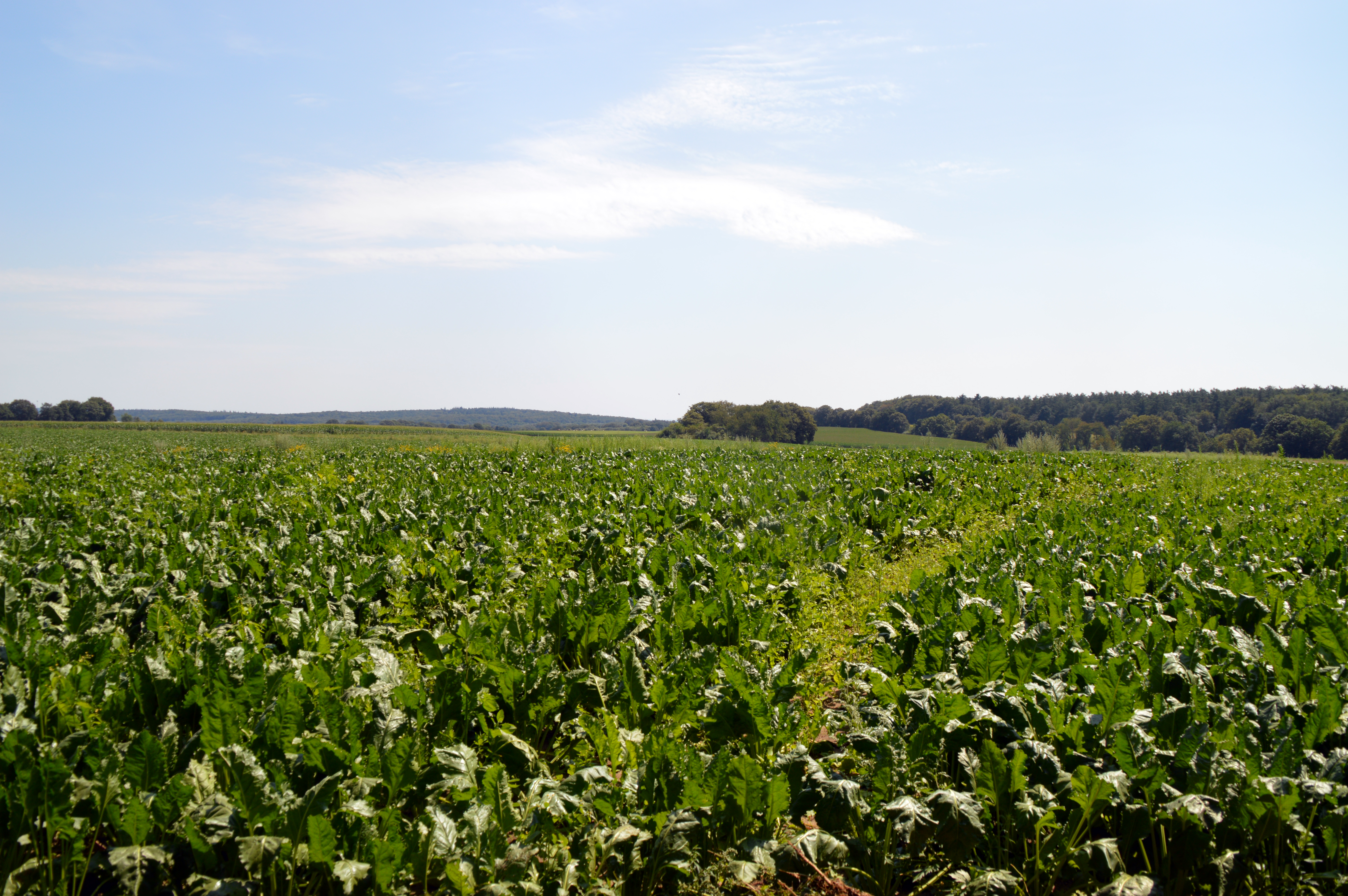
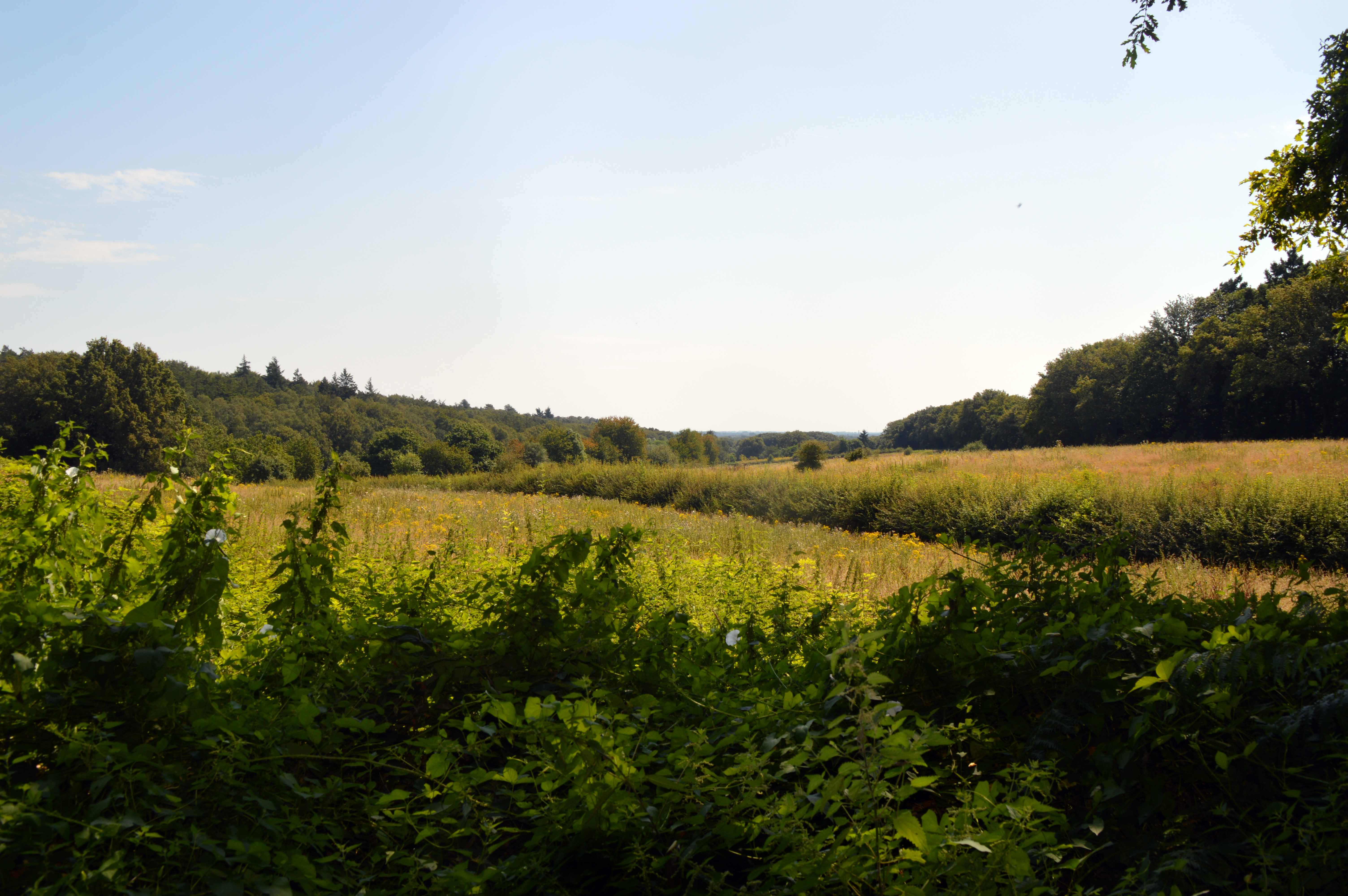
Uitzicht vanaf de Stuwwal
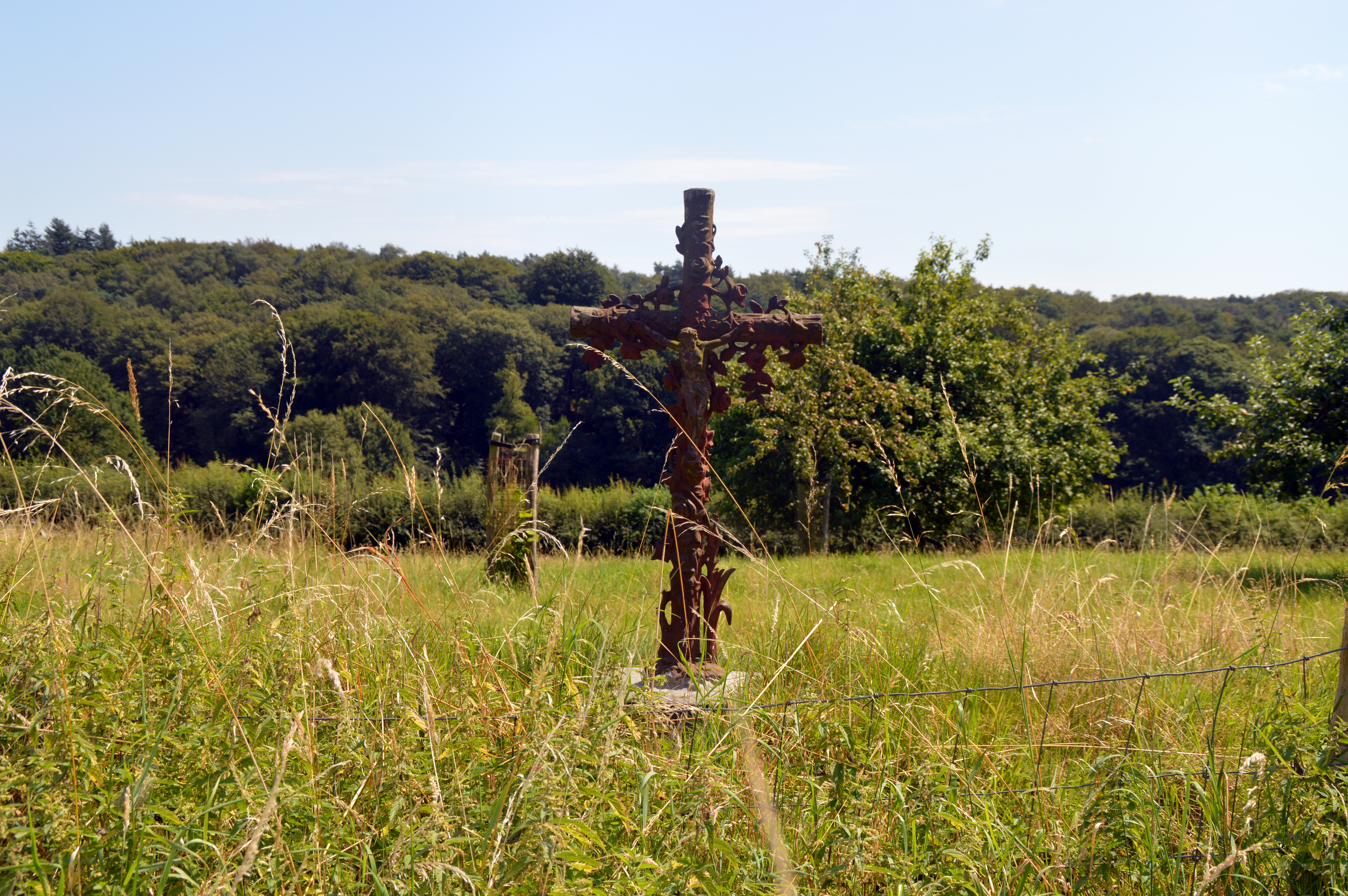
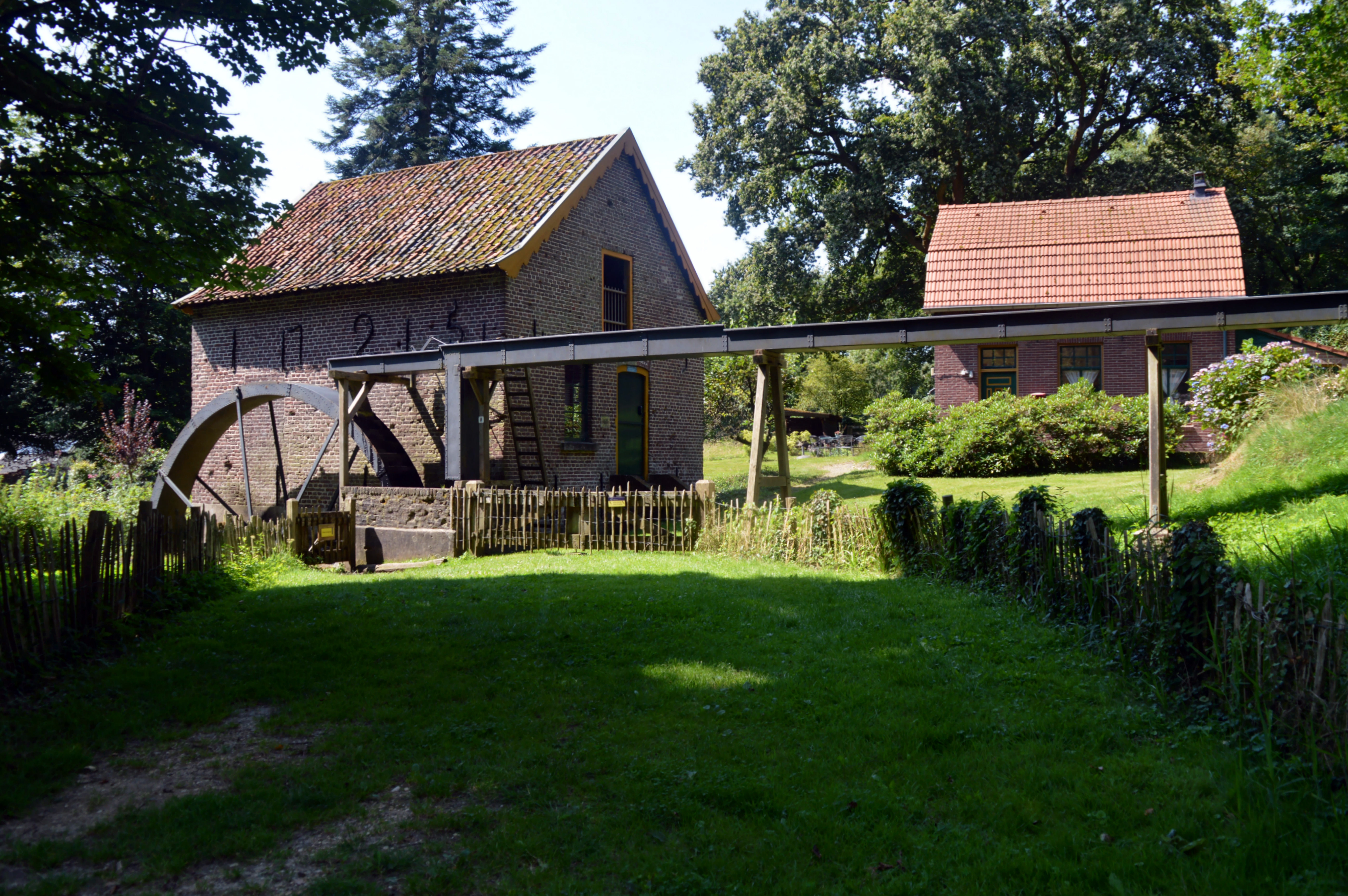
Bovenste Plasmolen
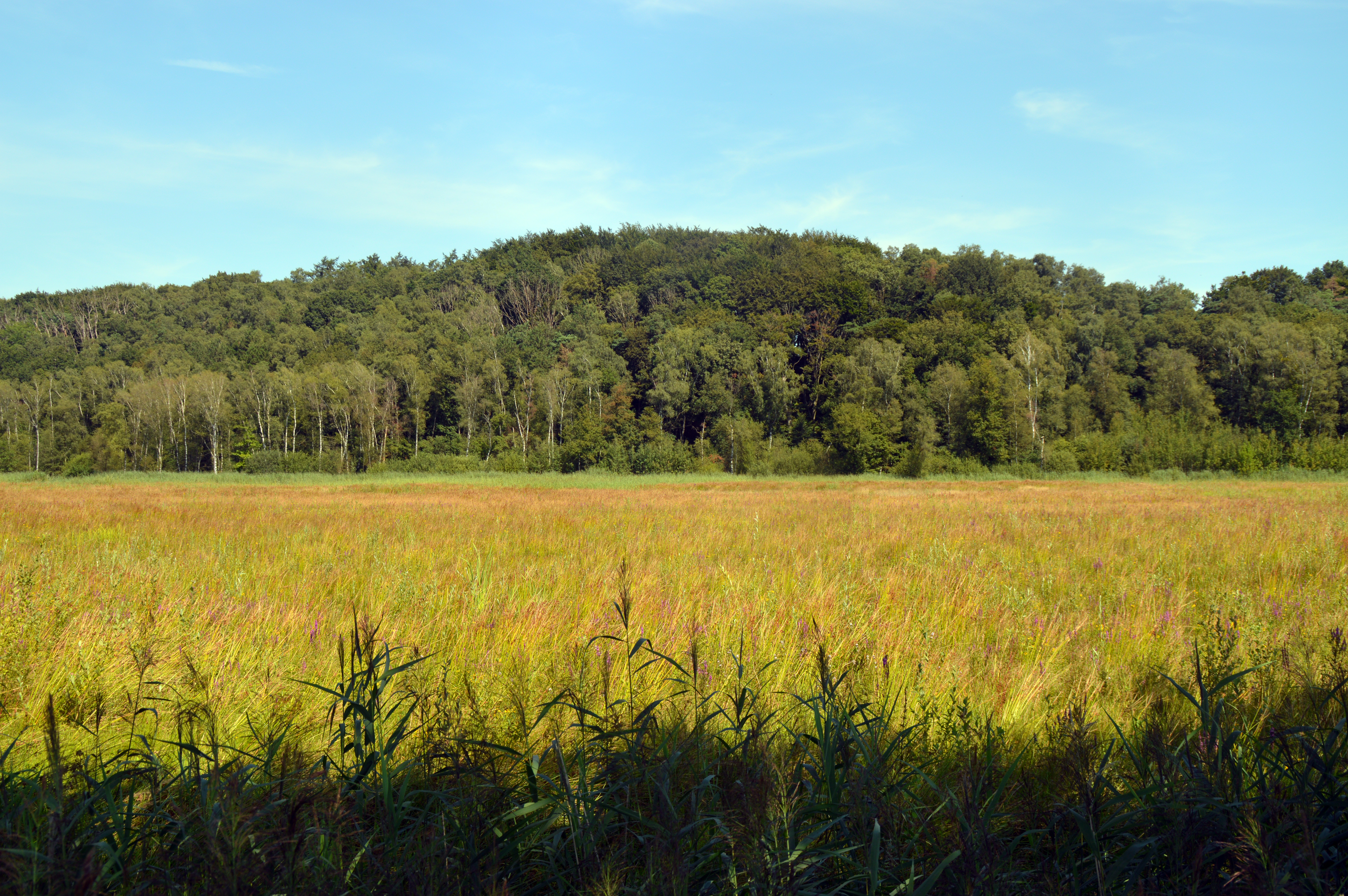
Koningsven-De Diepen met zicht op een stuwwal
- Nieuwe natuur in Koningsven wordt bloemenzee